# SUITS/スーツ (日本のテレビドラマ)
『SUITS/スーツ』は、2018年10月8日から12月17日までフジテレビ系「月9」枠で放送されたテレビドラマである。主演は織田裕二。
続編『SUITS/スーツ2』が同枠で2020年4月13日から10月19日まで放送された。1クールでは「月9」枠の歴代最長話数での放送となった。だが、新型コロナウイルスの感染拡大による影響で、第3話以降の放送が延期された。6月6日に撮影を再開し、同年7月27日には放送が再開された。放送再開に先駆け、7月20日には1話と2話の合体スペシャルが放送された。放送は全15話。
アメリカ合衆国・USAネットワークで放映されている連続テレビドラマ『SUITS/スーツ』を原作とした作品である。

## 概要
この作品は、アメリカのテレビドラマの日本版であるが、こちらでもアメリカ合衆国版同様に法律事務所が舞台となる。
主役の敏腕弁護士を演じるのは、2008年7月期に制作・放映された「月9」『太陽と海の教室』以来の出演となる織田裕二。その相棒役として中島裕翔が共演する。また、織田が演じる弁護士の上司役を、24年ぶりの月9ドラマ出演となる鈴木保奈美が演じており、織田との共演は1991年に放送された月9ドラマ『東京ラブストーリー』以来27年9か月ぶりとなる。

## あらすじ

### Season1
都内の大手弁護士事務所「幸村・上杉法律事務所」に所属する、ハーバード大学卒の敏腕弁護士・甲斐正午。ある日、甲斐はチカから昇進の条件として、アソシエイトを雇うことを提示される。そこで、彼は玉井と共に新人採用の面接会を開くことになる。そこに偶然やってきたのが、鈴木大貴だった。
甲斐は、大貴の驚異的な記憶力と頭脳を評価し、自らのアソシエイトとして採用することを決意。弁護士資格を持たない彼の経歴を詐称することを提案し、改名して鈴木大輔として自らの部下とすることになる。こうして、秘密を共有した二人は、常に対立しながらも数々の厄介な訴訟を解決していく。

### Season2
敏腕として知られる「幸村・上杉法律事務所」のパートナー弁護士・甲斐正午は、誰にも相談せず、ボストンにいたアソシエイトの鈴木大輔を突然呼び戻す。
そんな折、思わぬ出来事が起きる。かつて甲斐とチカが弱みを握り、事務所から追い出していた事務所の共同代表の上杉一志が復帰への意欲をのぞかせる。それは、幸村・上杉法律事務所を揺るがす、新たな闘いの始まりだった。

## キャスト

### 主要人物
甲斐正午（かい しょうご）
演 - 織田裕二
本作の主人公。元検事の敏腕弁護士。企業案件を専門に取り扱う。自他共に認める優秀な人物。頭がキレる反面、勝利のためなら違法行為ギリギリの際どい手段を用いることもある。東京大学に入学後、ハーバード大学に留学した経緯をもつエリートで、企業の買収・合併や企業間の戦略的提携など、金になる仕事を担当する。
「幸村・上杉法律事務所」では、トップクラスの稼ぎ頭で、ジュニアアソシエイト時代にファーム内の横領事件の真相を暴きジュニアパートナーに昇格。さらに大貴を大輔としてアソシエイトとして雇用、シニアパートナーに昇格する条件を達成し、Season1第9話でシニアパートナーに昇格。スーツにこだわりを持っており、スリーピーススーツを着用していることが多い。アメリカ版のハーヴィー・スペクターに該当する。
鈴木大貴(大輔)（すずき だいき）(だいすけ)
演 - 中島裕翔
一度見ただけで完全に暗記する驚異的な記憶力を持つ青年。幼い頃に交通事故で両親を亡くしており、祖母を老人施設に入所させている。
静岡県立東小山高等学校普通科2年の時に「司法試験予備試験」に合格するが、悪友の遊星に頼まれて先輩の大学受験の替え玉をしたことが発覚し、高校を退学処分となると同時に司法試験の受験資格を失う。それでも遊星との腐れ縁は続き、替え玉受験だけでなく犯罪につながる危険な仕事にも手を出す。それと知らされずに麻薬資金の運び屋をしたのがきっかけで甲斐と知り合い、事情を把握した甲斐の命令で、実在するが活動していない弁護士「鈴木大輔」に成りすまし、甲斐のアソシエイト弁護士として「幸村・上杉法律事務所」で働くことになる。アメリカ版のマイク・ロスに該当する。

### 幸村・上杉法律事務所
幸村チカ（ゆきむら ちか）
演 - 鈴木保奈美
所長兼代表弁護士。甲斐と鈴木の上司。若い頃から自分の将来像を明確に持ち、成り上がってきた。自腹を切って甲斐をハーバード大学に留学させ、優秀な弁護士に育て上げた経緯がある。代表として誰に対しても正当な評価を下し、事務所を家族のように愛している。そのため、事務所の秩序を壊そうとする者とは容赦なく戦う。アメリカ版のジェシカ・ピアソンに該当する。
聖澤真琴（ひじりさわ まこと）
演 - 新木優子
チーフパラリーガル。父親が敏腕弁護士で、幼い頃から弁護士を目指していたが、本番の試験で実力を発揮できずにいる。学歴コンプレックスがあり、高学歴の弁護士には負けたくない意固地さがある。パラリーガルとしての仕事は優秀で、事務所でもトップクラスの調査能力を持っている。
大貴による替え玉受験で司法試験に合格した友人・町田日向子に勧められ、自分も替え玉受験を頼もうかと心揺れたことがきっかけで、大貴が過去に替え玉受験を行っていたことを知ってしまう。ただし知ってしまったのは替え玉受験を行っていた事のみで、大貴がそれが元で捕まり受験資格を失っている事や鈴木大輔の経歴を使って成りすましている事など秘密の核心は知らない(Season1)。
Season 2においてもその状態のままでこれを理由に2人は恋仲に一時なるも鈴木の方から付き合うのを辞めると言い、つかず離れずの状態が続いたが最終回では鈴木から全ての話を聞いて受け入れる。アメリカ版のレイチェル・ゼインに該当する。
玉井伽耶子（たまい かやこ）
演 - 中村アン
甲斐の秘書。元検察事務官で甲斐が検察官の頃からの同僚。おしゃべりとゴシップが大好きで、甲斐からは「タマ」と呼ばれている。頭脳明晰で周りの動きがよく見通せるという気の利いた面があり、人身掌握術にも長け、かゆいところに手が届く才色兼備の女性。男の言いなりになるのが大嫌いという頑固な性格を持つ反面、甲斐のことは全面的に信頼している。
一時「コースタル・モーターズ」訴訟の件によりSeason2第5話で解雇されるも甲斐の頼みにより第9話で復帰する。アメリカ版のドナ・ポールセンに該当する。
蟹江貢（かにえ みつぐ）
演 - 小手伸也
弁護士。甲斐から「カニ」、両親から「みっくん」と呼ばれている。ハーバード大学卒業を自慢している。
甲斐とは若い頃から鎬を削ってきたライバル同士であり、事あるごとにぶつかり合ってきた。上には迎合、下には圧力、甲斐と大輔のバディに嫉妬したり、足を引っ張ろうと画策するなど、ひねくれ者で嫌味なところはあるものの、実は知る人ぞ知るお人好しという憎めない性格の持ち主でもある。
当初はジュニアパートナーだったが、上杉の代表権限によりSeason2第9話でシニアパートナーに昇格する。アメリカ版のルイス・リットに該当する。
館山健斗（たてやま けんと）
演 - 岩井拳士朗 （Season1）
蟹江のアソシエイト弁護士。第6話では、鈴木が偽の弁護士だと疑って、内部告発書を匿名で書いたり、第8話では、大手ファーム「スタンリー法律事務所」の畠中に、原告団の情報を漏洩したりしてしまっている。
八木田健太郎（やぎた けんたろう）
演 - 坂口涼太郎（Season1第1話 / Season2第1話 - 第12話）
Season1第1話で「幸村・上杉法律事務所」の面接を受けたが、不合格となり採用されなかったが、Season2では「幸村・上杉法律事務所」に採用されたようで、第1話から蟹江のアソシエイト弁護士を担当している。
Season2第12話で能力の凄さと東京大学法学部の首席卒業が判明し、蟹江に恐れて能力を発揮できていないと知った鈴木が、「ブラットン法律事務所」に移籍するよう松井に履歴書を提出したため、「ブラットン法律事務所」に移籍することとなった。
小笠原誠也（おがさわら せいや）
演 - 黒羽麻璃央 （Season2第6話・第7話・第9話）
甲斐の新しい秘書。掃除、整理整頓など完璧にこなすが、生け花などやりすぎてしまう一面もある。第9話で玉井が復帰したため解雇された。
上杉一志（うえすぎ ひとし）
演 - 吉田鋼太郎（Season2第1話 - 第11話・第14話・最終話）
「幸村・上杉法律事務所」の共同代表だったが、事務所の金の横領とアソシエイト、万智子との不倫で甲斐とチカに弱みを握られ、事務所から追放。アメリカで病床にある妻の看病に専念するという形で事実上の休職状態にあった。表の顔は優秀で謙虚、信頼と実績を積み上げてきた敏腕弁護士だが、裏の顔は目的達成のためなら手段を選ばない、私欲まみれの危険な男。妻の病死を機会に事務所に復帰する。
第9話で再びトップとなるも、甲斐に不正を暴かれたため、第10話で再び追放された。第14話では「フォルサム食品」の昇進差別訴訟の被告の弁護を聖澤敬一郎から受け継ぎ、再び甲斐と対決する。真琴の父・敬一郎とは大学の同期で親友であった。アメリカ版のダニエル・ハードマンに該当する。
アソシエイト弁護士
中山博美（なかやま ひろみ）
演 - 金井美樹（Season2）
君島慶（きみじま けい）
演 - 阿部公平（Season2）
江口朱美（えぐち あかみ）
演 - 太田英里
金本浩司（かねもと こうじ）
演 - 齋藤大貴
黒崎薫（くろさき かおる）
演 - 小野匠
佐々木茜（ささき あかね）
演 - 蔀華子
藤倉和子（ふじくら かずこ）
演 - 笠島智
青木恵介（あおき けいすけ）
演 - 武本健嗣
南桃子（みなみ ももこ）
演 - 神嶋里花
白石智也（しらいし ともや）
演 - 長島慎治
紺野晴人（こんの はると）
演 - 金芝慶太
朝比奈翠（あさひな みどり）
演 - 根矢涼香
馬場（ばば）
蟹江の秘書。Season1から名前のみの登場で、未登場。休暇や早退が多く、甲斐によると、蟹江は名前にちなんで、ババアと呼んでいるらしい。甲斐の秘書の玉井と仲が良い。

### その他
谷元遊星（たにもと ゆうせい）
演 - 磯村勇斗（Season1 / Season2第8話）
大貴の幼いころからの親友であり悪友。様々な悪事を編み出す天才で、大貴と共に高校を中退した後も裏稼業に手を染め続ける日々を送っている。高級マンションに住み、高級外車を乗り回して見栄を張っているものの、実は多額の借金を抱えている。大貴を再び巻き込もうとしていることを危惧する妹の砂里にたしなめられることも日常茶飯事である。アメリカ版のトレヴァーに該当する。
谷元砂里（たにもと さり）
演 - 今田美桜（Season1 / Season2第8話）
大貴の悪友である谷元遊星の妹。兄とは正反対の正義感の強い性格の持ち主。中学の頃から兄の悪事の片棒を担がされてきた大貴を心配し、時には兄を一喝することもある。大貴にとっては弁護士になった経緯を話すことができる唯一の存在である。大貴に密かな恋心を抱いている。アメリカ版のジェニー・グリフィスに該当する。
柳慎次（やなぎ しんじ）
演 - 國村隼（Season1）
次長検事。甲斐の元上司。アメリカ版のキャメロン・デニスに該当する。
鈴木結衣（すずき ゆい）
演 - 田島令子（Season1 / Season2第1話 - 第2話・第8話 - 第9話）
大貴の祖母。静岡県在住。自宅の階段から落ちて骨折し、歩行困難のため東京の介護施設に入る。Season2では歩行困難な状態は回復し、シェアハウスで同年代の女性と暮らしている。第9話終盤で亡くなった。アメリカ版のイーディス・ロスに該当する。

### Season1のゲスト

#### 第1話
ダイス・スズキ
演 - 清原翔
甲斐が顧問弁護士を務める「テクノーツ」の社長。本名・鈴木大輔（すずき だいすけ）。シンガポール在住。大貴が成りすましている人物。
兵庫県神戸市生まれ。私立桃宮幼稚園、神戸市立篠原小学校、私立宝塚中学校・高等学校卒業。東京大学教養学部1類在学中に「テクノーツ」を起業。司法試験予備試験を合格した後に東京大学法学部1類に進学。司法試験合格と法学部1類卒業後は関西弁護士会に登録。ハーバード大学ロースクールを卒業した後、テクノーツの経営に専念する。
元社員の梅宮に告訴され、スキャンダル記事のゲラを手に「幸村・上杉法律事務所」を訪れる。弁護資格を有しているものの、活動はしていないこと、大貴と名前が一字違いであること、海外在住で滅多に日本にいないことなどに目を付けた甲斐により、大貴の経歴詐称に利用される。甲斐との最後の会話で弁護士資格を眠らせておくのはもったいないとして甲斐が何かを持ちかけていたが経歴詐称の許可を取り付けていたのか詳細は不明。
梅宮茜（うめみや あかね）
演 - 泉里香
テクノーツの元社員。パワハラによるPTSDと不当解雇でダイスを告訴する。
ライバル会社「AIトラスト」からの産業スパイの疑惑がある。
木次谷真之介（きじや しんのすけ）
演 - 大和孔太
公一の息子。「司法試験予備試験」で彼女（演：指出瑞貴）を見張りとして大貴に替え玉受験をさせるが、大貴が忖度して得点を低くしたために報酬を支払わなかった。

#### 第2話
佐橋哲平（さとう てっぺい）
演 - 米村亮太朗
甲斐のクライアントである「いろは銀行」社員。部長の谷川好昭が預金を不正流用し水商売の女性に貢いでいることを甲斐に内部告発の相談をする。
谷川好昭（たにがわ よしあき）
演 - 長谷川公彦
甲斐のクライアントである「いろは銀行」部長。預金を不正流用し水商売の女性に貢いでいることを内部告発される。
河瀬今日子（かわせ きょうこ）
演 - 関めぐみ
看護師。勤めていた病院の院長から愛人にならないかと誘われたが、それを断ったせいで解雇された。
演じる関は主演の織田と、2013年7月期の木曜劇場『Oh,My Dad!!』第10話以来5年ぶりの共演である。
海部政継（あまべ まさつぐ）
演 - 中村育二
東都医科大学病院院長。過去にもセクハラを行っている。
館林憲次（たてばやし けんじ）
演 - 小須田康人
弁護士。海部の代理人弁護士。
財田伸一郎（ざいだ しんいちろう）
演 - 神農直隆
精密加工工場を経営している。里美の夫。
財田里美（ざいだ さとみ）
演 - 荻野友里
元看護師。海部からセクハラを受けた挙句、不当解雇されて、2年前に海部の子どもを中絶している。

#### 第3話
加宮静佳（かみや しずか）
演 - 東風万智子
老舗時計メーカー「KAMIYA」社長の加宮忠の娘。葬儀を巡って安樂と揉める。
安樂孝志（あんらく たかし）
演 - 久松信美
老舗時計メーカー「KAMIYA」取締役。加宮社長の意向に反し、彼が亡くなる前から国内拠点を閉め、東南アジアに拠点を移そうと暗躍していた。
岡林達樹（おかばやし たつき）
演 - きたろう
老舗時計メーカー「KAMIYA」古株の工場長。
藤ヶ谷樹（ふじがや いつき）
演 - 栁俊太郎
世界的なゲームメーカー「BPM」のCEO兼チーフクリエーター。

#### 第4話
辛島悠紀夫（からしま ゆきお）
演 - 小市慢太郎
製薬ベンチャー「ナノファーマ」代表。幸村の元夫。難病の特効薬「レミゼノール」を開発するも、副作用を起こした患者たちから訴えられる。
立花理乃（たちばな りの）
演 - 中原果南
辛島と共同で、関節骨化症の特効薬「レミゼノール」を開発していた。
春日友加里（かすが ゆかり）
演 - 生越千晴
支払い催告を無視して家賃を滞納し、オーナーから訴えられる。マンションの管理状態が悪いせいで飼っていたウサギがストレス死し、気が滅入って仕事も辞めてしまった。
福原太一（ふくはら たいち）
演 - 渡辺憲吉
弁護士。被害者の会の弁護士。
木嶋浩喜（きじま ひろき）
演 - 南雲佑介
春日が住んでいるマンションのオーナー。安く買った中古マンションを、リノベーションして販売する買取再販業者でもある。
柿澤
演 - 庄野崎謙

#### 第5話
赤城達男（あかぎ たつお）
演 - ブラザートム
甲斐の専属運転手。甲斐が検事だった頃バンドマンとして活躍していたが、同じバンドのメンバーが起こした強盗障害事件の弁護側の証人になった時、事務所が被告人のメンバーを守るため、弁護士を介して赤城に偽証を強要していたが、彼がそれを一蹴して甲斐の尋問で全てを証言した。結果、赤城は音楽業界にいられなくなってしまったが、そこで甲斐に拾われる。
糸井公一（いとい こういち）
演 - 半海一晃
「一二三運送」の運転手。かつては「糸井ベアリング」の経営者であったが、大手メーカーから特許権侵害で訴えられ、甲斐から弱みを握られ、和解に持ち込むもその後会社は倒産した。赤城の前方不注意による事故に巻き込まれる。
受付の女性
演 - しゅはまはるみ
「一二三運送」の従業員。
浅村（あさむら）
演 - 比留間由哲
遊星の借金の取立人。
小柳（こやなぎ）
演 - 池原丈暁
遊星の借金の取立人。

#### 第6話
内海真須美（うちうみ ますみ）
演 - ジュディ・オング
日本有数の資産家で慈善事業にも尽力している内海財団の会長。「轟フィナンシャル」が手掛ける事業に20億円投資していたが、計画が頓挫したため資金回収を甲斐にお願いする。
藤原一輝（ふじわら かずき）
演 - 大澄賢也
リゾート開発会社「アテナリゾート」代表。
藤原華名（ふじわら かな）
演 - 佐久間由衣
藤原の娘で、大学院生。ハッカーでもあり、鈴木によって親子関係が改善できたお礼としてダイス・スズキの顔写真のままになっていたハーバード大学のデータベースの写真を鈴木の顔写真へと差し替えた。これによりデータベース上の経歴詐称は完璧となった。
小堺晴彦（こさかい はるひこ）
演 - 春海四方
轟フィナンシャルの経理部長。肺閉栓症を持病で患っており、蟹江に厳しく追及された時、発作が起きてそのまま亡くなってしまう。
毛利徹（もうり とおる）
演 - 小松和重
弁護士。轟フィナンシャルの代理人弁護士。
米倉和博（よねくら かずひろ）
演 - 宮田佳典
アソシエイト弁護士。轟フィナンシャルの代理人アソシエイト弁護士。
轟慎之介（とどろき しんのすけ）
演 - 大高洋夫
轟フィナンシャル社長。
小堺和枝（こさかい かずえ）
演 - 幸田尚子
小堺の妻。

#### 第7話
桜庭庸司（さくらば ようじ）
演 - 髙橋洋
甲斐のクライアントである「桜庭リゾート＆ホテル」社長。「KJO」から合併を持ちかけられる。
ジーン・クライン
演 - クリス・バテン
大手ホテルグループ「KJO」社長。タイに所有するホテルで従業員のストライキがあった。
町田日向子（まちだ ひなこ）
演 - 石橋静河
「幸村・上杉法律事務所」新人弁護士の採用面接を受けに来た。鈴木 大貴に依頼して、司法試験を替え玉受験する。

#### 第8話
水原美咲（みずはら みさき）
演 - 矢田亜希子
大手建設会社「烏丸建設」が一時期使用していた有害性塗料による健康被害を訴えた、原告団総勢462人の原告団代表。
演じる矢田は主演の織田と、2004年10月期の同じく「月9」で『ラストクリスマス』以来の共演である。
柳沢大悟（やなぎさわ だいご）
演 - 片桐仁
大手建設会社「烏丸建設」が一時期使用していた有害性塗料による健康被害を訴えた、原告団総勢462人の原告団代表。
佐藤鈴子（さとう すずこ）
演 - 宍戸美和公
大手建設会社「烏丸建設」が一時期使用していた有害性塗料による健康被害を訴えた、原告団総勢462人の原告団代表。
瀬川悦子（せがわ えつこ）
演 - にしだまちこ
大手建設会社「烏丸建設」が一時期使用していた有害性塗料による健康被害を訴え、その中でも一番被害が大きい人物。
富永光郎（とみなが みつろう)
演 - 大林丈史
大手建設会社「烏丸建設」の専務。親族が経営する会社を利用して、会社の金を横領していたが、それを甲斐と蟹江に突きつけられた途端、烏丸から自宅謹慎を命じられたのち、辞任させられた。
烏丸世之介（からすま よのすけ）
演 - 須永慶
大手建設会社「烏丸建設」の社長。有害性塗料による健康被害で訴えられる。

#### 第9話
香西さな恵（こうざい さなえ）
演 - ハマカワフミエ
「YURI綜合会計事務所」に3年前に勤めていたが、解雇された。
沢城啓也（さわじろ けいや）
演 - 奥田達士
裁判官。過去に甲斐に貸しを作っている。
袴田美波（はかまた みなみ）
演 - 樋井明日香
弁護士。「リゲル法律事務所」の弁護士。蟹江が甲斐のお披露目パーティーで出会い、親しくなった。
大河原忠（おおがわら ただし）
演 - 西村まさ彦
「YURI綜合会計事務所」のエース会計士だが、実際は無資格で、出身大学などあらゆる情報を偽って会計士をしていた。経済的理由により大学に進学することができなかったが、鈴木と同様に一度見ただけで完全に暗記する驚異的な記憶力を持つ。
華村百合（はなむら ゆり）
演 - 石田ひかり
「YURI綜合会計事務所」の所長。幸村とは昔からの親友で、「幸村・上杉法律事務所」と顧問契約をしている。

#### 第10話
与謝野藤代（よさの ふじよ）
演 - 町田マリー
「与謝野ホールディングス」社長の異母姉妹の姉。与謝野社長の先妻の娘で、雛子とは犬猿の仲。
与謝野雛子（よさの ひなこ）
演 - 本仮屋ユイカ
「与謝野ホールディングス」社長の異母姉妹の妹。与謝野社長の後妻の娘で、藤代とは犬猿の仲。

#### 最終話
曽我部一也（そがべ かずや）
演 - 生島翔
「世田谷女子高生殺害事件」の被害者と事件当日カラオケに行った同級生のひとり。学生時代は蜂矢と違法薬物を売り捌いていた噂があった。
蜂矢勇気（はちや ゆうき）
演 - 上遠野太洸
「世田谷女子高生殺害事件」の被害者と事件当日カラオケに行った同級生のひとり。学生時代は曽我部と違法薬物を売り捌いていた噂があった。
高松公一郎（たかまつ こういちろう）
演 - 阿南健治
刑事。「世田谷女子高生殺害事件」の担当刑事。

### Season2のゲスト

#### 第1話
三津谷聡（みつや さとし）
演 - 反町隆史 
航空エンジニアリング「フューチャースカイ」社長。全米最大手の宇宙ロケット開発会社との業務連携を進めようとしている。
吉野麻帆（よしの まほ）
演 - 玉城ティナ
国内大手出版社「柊出版社」の元契約スタッフ。著名作家の作品に自分のアイデアが盗用されたとして柊出版を訴えようとする。
ミズナ
演 - 加藤ミリヤ
全米進出を夢見るアーティストグループを率いる実力派ミュージシャン。
上杉夏美（うえすぎ なつみ）
演 - 森七菜（幼少期 : 寺田藍月）
上杉一志の娘。東京大学法学部の学生であり、父親譲りの頭脳を持ち合わす。
岡部（おかべ）
演 - 正名僕蔵
「アトランティス・ミュージック・グループ」の弁護士。
綾小路都（あやのこうじ みやこ）
演 - 友近
小説家。
宮原啓子（みやはら けいこ）
演 - 西尾まり
大手出版社「柊出版」。小説家・綾小路都の担当編集者。
竜崎慎吾（りゅうざき しんご）
演 - 野間口徹
「新日空」の重役。
多田光（ただ ひかる）
演 - 太田美恵
国際航空スタッフ。
藤村理人（ふじむら りと）
演 - 白石タダシ
国際航空スタッフ。
おばあさん
演 - 木村翠、勝倉けい子
結衣の知り合い。

#### 第2話
安田佐緒里（やすだ さおり）
演 - 黒木瞳
東京国際記念病院の看護師。病院の看護師に対する境遇に不満を抱き労働組合を結成する。
長谷川雄一郎（はせがわ ゆういちろう）
演 - 佐戸井けん太
東京国際記念病院の院長。最新技術を駆使した「AIオペシステム」を導入すると公表したことにより、看護師からストライキを宣言される。
矢吹晋作（やぶき しんさく）
演 - 山中崇
「フレイム法律事務所」弁護士。蟹江を勧誘する。

#### 第3話
瀬川修一（せがわ しゅういち）
演 -  笹野高史
「幸村・上杉法律事務所」企業再生部門の弁護士。上杉とは仲が良い。チカに対して不満を抱いており、甲斐に「大手町スカイビスタ」プロジェクトを潰すよう依頼する。
芹沢信也（せりざわ しんや）
演 -  石丸幹二
「マディソン建設」のワンマン社長。「大手町スカイビスタ」プロジェクトを手がけているが、自身のこだわりから仕様変更を繰り返していたため、建設が大幅に遅れていた。また、メインバンクの「東京ナショナル銀行」への返済も迫られていたが、資金は完全に底をついている状態だったが、甲斐たちの「建設を断念すべき」という言葉にも耳を貸さず、「追加融資をしない銀行のほうがおかしい」と主張する。
吉永由紀子（よしなが ゆきこ）
演 - 太田緑ロランス
「東京ナショナル銀行」従業員。「マディソン建設」の融資担当者。蟹江とは東大居合道部の後輩にあたる。
重田（しげた）
演 - 阪田マサノブ
芹沢の部下。芹沢を社長の座から降ろそうと考えている。

#### 第4話
大原陽子（おおはら ようこ）
演 - 滝川ひとみ
「コースタル・モーターズ・ジャパン」元社員。品質管理の内部資料を作っていたが、事故を起こした車種が生産されたタイミングで雇用契約を切られていた。
小里周作（こざと しゅうさく）
演 - 樋渡真司
「オキラク・イタリアン」マーケティング担当課長。
吉岡達郎（よしおか たつろう）
演 - 勝矢
「オキラク・イタリアン」代理人弁護士。

#### 第5話
高山雄哉（たかやま ゆうや）
演 - 高橋優斗（ジャニーズJr. / HiHi Jets）
テニス少年。プロ入りしたいが、父親が許してくれないため、法的に親子の縁を切りたいと言う。
星川卓郎（ほしかわ たくろう）
演 - 田中要次
プロモーター。雄哉を伴って甲斐を訪ねてくる。
高山健吾（たかやま けんご）
演 - 高橋努
雄哉の父。雄哉のプロ入りに強く反対している。
手嶋麻衣（てじま まい）
演 - 須藤理彩
「コースタル・モーターズ」訴訟の被害者遺族。甲斐のことをずっと恨んでいた。

#### 第6話
碓氷秀明（うすい ひであき）
演 - 博多華丸
「碓氷ジュエリー」社長。ギャンブル依存症だが、最近は賭け事は断っている。だが、マカオのカジノでポーカーに大金を賭けて負けてしまい、さらに、城田に自社の全株式を担保に金を借りていたため城田に会社の全てを奪われてしまった。
城田悟志（しろた さとし）
演 - 三浦誠己
「城田ハウジング」元社長。御曹司であり、創業者の息子として会社を引き継いだものの、今年になって社長を解任された。「碓氷ジュエリー」の全株式を担保にしていたため、碓氷から会社の全てを奪いとる。
安斎芳樹（あんざい よしき）
演 - 加藤啓
城田の代理人弁護士。
里中栄一郎（さとなか えいいちろう）
演 - 吉澤健
バレエ団の演出家。劇場の稽古場の設備不良が原因でバレエ団のダンサーが怪我をしたと、スタッフと揉める。
三木竜洋（みき たつなだ）
演 - 佐伯新
劇場支配人。
羽鳥亜美（はとり あみ）
演 - 堀内敬子
関東弁護士会副会長。チカとは旧友でもある。

#### 第8話
矢代千夏（やしろ ちなつ）
演 - 堀田真由
怜の友人。

#### 第9話
浜崎哲平（はまさき てっぺい）
演 - 中村芝翫
「東都テレビ」ニュースキャスター。これまで社会のタブーに踏み込み、何度も問題を起こしていたが、負けた記憶はない。等々力から訴えられる。
等々力真一（とどりき しんいち）
演 - 佳久創
人気プロ野球選手。浜崎に薬物使用疑惑を報じられ、浜崎と「東都テレビ」にそれぞれ賠償金3億円と、番組での公式謝罪を要求する。
柴田（しばた）
演 - 本間剛
等々力の所属球団顧問弁護士。
荒川泰樹（あらかわ やすき）
演 - 野村祐希
野球選手。現在は国外のリーグでプレーしているが、3年前は1か月だけ、等々力と同じチームでプレーしていた。
蟹江の両親
演 - 古川がん、谷田川さほ
蟹江とテレビ電話をした。

#### 第11話
佐竹信吾（さたけ しんご）
演 - 伊藤健太郎
「サタケ・コンサルティンググループ」社長の息子。友人とのパーティー帰りに轢き逃げ事故を起こしてしまう。
佐竹美喜子（さたけ みきこ）
演 - 映美くらら
「サタケ・コンサルティンググループ」社長夫人。「幸村・上杉法律事務所」の最重要クライアント。
鮎川依子（あゆかわ よりこ）
演 - 恒松祐里
真野が蟹江に紹介した弁護士の一人。蟹江の面接に合格し、「幸村・上杉法律事務所」のアソシエイト弁護士となったが、ハーバードロースクールの元書記官と知った幸村と甲斐は、鈴木の偽弁護士の件がバレるのを恐れ、採用取り消しとした。採用取り消しは蟹江が通告し、蟹江は幸村から採用凍結とだけ知らされた。
宮下紘一（みやした こういち）
演 - 嶋田久作
「宮下紘一法律事務所」代表弁護士。かつて鈴木の両親の事故で加害者の弁護を担当したことがあったが、本人は覚えていなかった。
中谷義郎（なかたに よしろう）
演 - 津村知与支
「バルト・ホールディングス」専務。「幸村・上杉法律事務所」のクライアントであったが、上杉追放の噂を聞き顧問契約を解除する。
江川恵美（えかわ めぐみ）
演 - 中島ひろ子
信吾が起こした轢き逃げ事故の被害者の母。
江川保志（えかわ やすし）
演 - 朝倉伸二
信吾が起こした轢き逃げ事故の被害者の父。

#### 第12話
五十嵐数馬（いがらし かずま）
演 - 粗品（霜降り明星）
動画配信サービス「ネットフィルム」の社長。「幸村・上杉法律事務所」のクライアント。上杉追放の噂を聞き、進めていた株式公開と顧問契約を再考したいと言い出す。
松井圭介（まつい けいすけ）
演 - 間宮祥太朗
「ブラットン法律事務所」弁護士。鈴木の元同僚で鈴木を勧誘する。
黒崎浩司（くろさき こうじ）
演 - 新田健太
怜の夫。一時怜と関係を持ったことに激怒し、鈴木を殴りつける。その後の行方は不明。

#### 第14話
小野寺晋平（おのでら しんぺい）
演 - 遠山俊也
裁判長。甲斐とは旧知の関係にある。万智子の不当解雇の裁判を非公開にするよう持ちかけられるが、既に上杉がそうできないよう先手を打っていた。

#### 最終話
綿貫紗江（わたぬき さえ）
演 - 観月ありさ
ロンドンの「ダービー総合法律事務所」弁護士。甲斐の元恋人。甲斐のハーバードロースクール時代の後輩。

#### 複数回登場ゲスト
井能昌文（いのう まさふみ）
演 - 濱津隆之（Season1第1話・第2話）
探偵。甲斐から依頼され木次谷の身辺の弱みを探る。第2話ではスキャンダル写真を甲斐に提供。
木次谷公一（きじや こういち）
演 - 橋本さとし（Season1第1話・第7話）
弁護士。梅宮の代理人で、AIトラストの顧問弁護士。第7話では、「セイント法律事務所」に移籍し、甲斐と再会した。
畠中美智瑠（はたなか みちる）
演 - 山本未來（Season1第4話・第8話）
弁護士。大手ファーム「スタンリー法律事務所」に所属する甲斐の大学時代の後輩弁護士。アメリカ版のスコッティに該当する。
聖澤敬一郎（ひじりさわ けいいちろう）
演 - 竹中直人（Season1第7話 / Season2第13話）
真琴の父。「セイント法律事務所」の弁護士で、「桜庭リゾート＆ホテル」の合併に関する案件の主任弁護士を担当し、甲斐と対決した。上杉一志とは大学の同期で親友でもあったため、真琴を「上杉・幸村法律事務所」に任せたと語る。Season2第13話では「フォルサム食品」の代理人弁護士となり、甲斐と再び対決するが、終盤でこの案件を降り、上杉に全てを託した。アメリカ版のロバート・ゼインに該当する。
栗林紡（くりばやし つむぐ）
演 - 淵上泰史（Season1第10話・最終話）
過去に柳が担当した「世田谷女子高生殺害事件」の犯人。最終話にて冤罪だと判明し、最終話終盤にて釈放された。
澤田仁志（さわだ ひとし）
演 - 市川海老蔵（Season1第10話・最終話）
最高検察庁監査指導部に所属するエリート検事。甲斐が検事だった頃の後輩である。
藤嶋春香（ふじしま はるか）
演 - 上白石萌音（Season1最終話 / Season2第11話・第13話・第14話・最終話）
甲斐が行った「世田谷女子高生殺害事件」の再審裁判を担当した新米検事。「世田谷女子高生殺害事件」の再審裁判が、初の検事としての仕事となる。Season2第11話では、信吾が起こした轢き逃げ事故の担当検事となるが、その件を最後に検事を辞め、「幸村・上杉法律事務所」で甲斐のアソシエイト弁護士となった。
真野麻子（まの あさこ）
演 - MEGUMI（Season2第3話・第11話・第14話）
東大ロースクールの視察担当者。人事も掌握している。第3話では「幸村・上杉法律事務所」が働きやすい法律事務所ランキングワースト2位になったことで事務所に視察に訪れる。第11話では、シニアパートナーになった蟹江からアソシエイトを採用したいという依頼を受け、卒業生の上位5人を紹介する。第14話では、真琴が東大ロースクールに不合格となってしまったことを知った蟹江から、依子を採用せず自分の顔に泥を塗ったからだと非難されるが、実際、合格者は真琴よりも優秀だった。
富樫文弘（とがし ふみひろ）
演 - 髙嶋政宏（Season2第4話・第7話・第10話）
甲斐のライバル弁護士。何かと因縁深い相手。「コースタル・モーターズ」訴訟の件で、甲斐宛に訴状案を出す。アメリカ版のトラヴィス・タナーに該当する。
神崎（かんざき）
演 - 伊藤正之（Season2第4話・第10話）
「コースタル・モーターズ・ジャパン」社長。上杉と親交がある。
副島絵美里（そえじま えみり）
演 - 清水ミチコ（Season2第5話・第6話・第12話）
「ブラットン法律事務所」弁護士。事務所を守ろうと考える上杉が連れてきたが、チカが甲斐の代理人弁護士を自ら引き受けたため第6話終盤で解任される。第12話では蟹江や甲斐を勧誘する。
黒崎怜（くろさき れい）
演 - 吉谷彩子（Season2第8話・第10話・第11話）
鈴木の元恋人で幼馴染。既婚。第10話終盤で鈴木と関係を持つも、第11話で別れる。その後、真琴に鈴木と向き合ってはどうかと持ちかける。
尾形万智子（おがた まちこ）
演 - 松本若菜（Season2第8話・第14話）
「幸村・上杉法律事務所」元アソシエイト。上杉が休職したときと同じタイミングで事務所を辞めていた。第14話で不当解雇で事務所を訴えたが、鈴木の熱意により、終盤で訴えを取り下げる。また、この訴訟は上杉が万智子を金で動かして、起こさせていたものだった。
井口華子（いぐち はなこ）
演 - 安達祐実（Season2第13話 - 最終話）
「フォルサム食品」従業員。昇進差別訴訟の原告。
蓮見昭雄（はすみ あきお）
演 - 伊東四朗（Season2第13話 - 最終話）
「フォルサム食品」会長。経協連の理事を6年務め、内閣府の男女参画委員会の理事にも就任した財界の大物。
本田実花（ほんだ みか）
演 - 野村麻純（Season2第13話 - 最終話）
「フォルサム食品」従業員。昇進差別に遭っていた。

## スタッフ

### Season1
- 原作：『SUITS/スーツ』（NBC Universal製作）
- 脚本：池上純哉、小峯裕之
- 音楽：眞鍋昭大
- 主題歌 - B'z「WOLF」（VERMILLION RECORDS）[23]
  - 挿入歌 - B'z「WOLF」（バラードバージョン）[24]
- プロデュース：後藤博幸、小林宙
- 演出：土方政人、石井祐介、森脇智延、石川淳一
- 法律監修：小林健太郎、矢野亜紀子
- 制作協力：共テレ
- 制作著作：フジテレビ

### Season2
- 原作：『SUITS/スーツ』（NBC Universal製作）
- 脚本：小峯裕之、市川貴幸、中村允俊
- 音楽：眞鍋昭大
- 主題歌 - B'z「WOLF」（VERMILLION RECORDS）
- プロデュース：後藤博幸、荒井俊雄
- 演出：平野眞、森脇智延、星野和成
- 制作著作：フジテレビ

## 放送日程

### Season1
| 話数                                                                         | 放送日         | サブタイトル                                             | 脚本     | 演出     | 視聴率 |
| ---------------------------------------------------------------------------- | -------------- | -------------------------------------------------------- | -------- | -------- | ------ |
| 第1話                                                                        | 2018年10月08日 | 超エリート弁護士と天才フリーター！あらゆる手段で勝利する | 池上純哉 | 土方政人 | 14.2%  |
| 第2話                                                                        | 10月15日       | 打倒、セクハラ男！弱き女性達を救え！                     | 池上純哉 | 土方政人 | 11.1%  |
| 第3話                                                                        | 10月22日       | 追放！裏切り社長                                         | 池上純哉 | 石井祐介 | 10.3%  |
| 第4話                                                                        | 10月29日       | 謎多き薬害訴訟                                           | 池上純哉 | 石井祐介 | 08.9%  |
| 第5話                                                                        | 11月05日       | 新章、スタート!                                          | 池上純哉 | 土方政人 | 11.8%  |
| 第6話                                                                        | 11月12日       | 消えた20億円の謎                                         | 池上純哉 | 森脇智延 | 09.5%  |
| 第7話                                                                        | 11月19日       | 超緊急事態発生！                                         | 池上純哉 | 石井祐介 | 09.8%  |
| 第8話                                                                        | 11月26日       | 最終章スタート！                                         | 小峯裕之 | 土方政人 | 10.5%  |
| 第9話                                                                        | 12月03日       | 緊急15分拡大SP！宿命！裏切りの代償                       | 小峯裕之 | 石川淳一 | 09.9%  |
| 第10話                                                                       | 12月10日       | ゲスト市川海老蔵！今夜、最終話前編！                     | 池上純哉 | 石井祐介 | 10.4%  |
| 最終話                                                                       | 12月17日       | 最終回15分拡大SP サヨナラホームラン                      | 池上純哉 | 土方政人 | 10.8%  |
| 平均視聴率 10.8%（視聴率はビデオリサーチ調べ、関東地区・世帯・リアルタイム） |                |                                                          |          |          |        |

- 第1話は21時 - 22時24分の30分拡大放送。
- 第2話・第9話・最終話は21時 - 22時9分の15分拡大放送。

### Season2
| 話数                                                                        | 放送日        | サブタイトル                       | 脚本              | 演出     | 視聴率 |
| --------------------------------------------------------------------------- | ------------- | ---------------------------------- | ----------------- | -------- | ------ |
| 第1話                                                                       | 2020年4月13日 | 新シリーズ幕開け! 最強弁護士バディ | 小峯裕之          | 平野眞   | 11.1%  |
| 第2話                                                                       | 4月20日       | 敵は最強の看護師                   | 小峯裕之          | 平野眞   | 08.4%  |
| 4月27日～7月13日は放送中止（7月20日は特別編）                               |               |                                    |                   |          |        |
| 第3話                                                                       | 7月27日       | 復讐編スタート!                    | 小峯裕之          | 森脇智延 | 08.3%  |
| 第4話                                                                       | 8月03日       | 今夜、黒幕現る!                    | 小峯裕之          | 平野眞   | 08.7%  |
| 第5話                                                                       | 8月10日       | 発端は1枚のメモ                    | 小峯裕之          | 平野眞   | 08.7%  |
| 第6話                                                                       | 8月17日       | 新章スタート!舞台はマカオ          | 小峯裕之          | 星野和成 | 08.5%  |
| 第7話                                                                       | 8月24日       | まさかの師弟対決                   | 市川貴幸 中村允俊 | 森脇智延 | 07.1%  |
| 第8話                                                                       | 8月31日       | 真犯人は誰だ!                      | 小峯裕之          | 森脇智延 | 08.5%  |
| 第9話                                                                       | 9月7日        | 最強の敵、現る!                    | 小峯裕之          | 星野和成 | 07.0%  |
| 第10話                                                                      | 9月14日       | さらば、真の黒幕                   | 市川貴幸 中村允俊 | 星野和成 | 08.5%  |
| 第11話                                                                      | 9月21日       | 最終章スタート                     | 小峯裕之          | 森脇智延 | 08.5%  |
| 第12話                                                                      | 9月28日       | 若手社長の裏切り                   | 市川貴幸 中村允俊 | 星野和成 | 08.2%  |
| 第13話                                                                      | 10月5日       | 女性差別から救え                   | 小峯裕之          | 森脇智延 | 07.1%  |
| 第14話                                                                      | 10月12日      | 最終話前編・想い                   | 小峯裕之          | 星野和成 | 08.5%  |
| 最終話                                                                      | 10月19日      | 最終回・絆                         | 小峯裕之          | 森脇智延 | 08.2%  |
| 平均視聴率 8.5%（視聴率はビデオリサーチ調べ、関東地区・世帯・リアルタイム） |               |                                    |                   |          |        |

- 第1話は21時 - 22時24分の30分拡大放送。
- 第2話は21時 - 22時9分の15分拡大放送。
- 7月20日に第1話と第2話の合体特別編を放送[31]。